# Samostan Vorau
Avguštinski samostan Vorau je v severovzhodnem delu Štajerske (Avstrija) v kraju Vorau.

## Zgodovina

### Srednji vek
Samostan je postavil mejni grof Otokar III. Štajerski leta 1163. Prvi avguštinski korarji so prišli iz Salzburga in Seckaua. Po uničenju kongregacije leta 1237 so ga hitro obnovili. Kralj Rudolf I. Habsburški je leta 1277 izdal manifest o zaščiti. Leta 1384 ga je opustošil požar. Leta 1452 je papež Nikolaj V. proštu Voraua dovolil, da je na slovesnih liturgičnih praznovanjih nosil papeške insignije. Rimsko-nemški cesar Friderik III. Habsburški je leta 1453 dodelil sedanji grb in izdal dovoljenje za ustanovitev orožarne. Zaradi stalne turške nevarnosti je prošt Leonhard von Horn poskrbel za gradnjo samostanske trdnjave z obrambnim jarkom, obzidjem in dvižnim mostom.

### Zgodnja moderna doba
Od leta 1503 do 1505 je divjala kuga in v župniji Vorauer je umrlo 800 ljudi. Ko je vladal cesar Maksimilijan I. Habsburški, je bil samostan deželno sodišče s parkom in vislicami. Po smrti prošta Geyerja leta 1542 je samostanu v reformaciji grozilo zaprtje, ker je ostal samo še en korar. Leta 1544 je bil imenovan nov prošt. Leta 1598 je zaradi kuge umrlo 611 ljudi. Do leta 1635 so zgradili obsežne nove stavbe. Leta 1651 je prošt Matthias Singer za prebivalce ustanovil lekarno. Od 1660 do 1662 so gradili samostansko cerkev, stara prelatura je bila porušena, ko so gradili zahodno in severno krilo leta 1727. Leta 1736 je bilo v samostanu 46 korarjev, kar je največ v zgodovini. Samostan je leta 1778 ustanovil srednjo šolo. V letih 1812 in 1817 je bila v njem srednja šola in od 1839 do 1843 zasebna gimnazija z inštitutom pojočih dečkov (Sängerknaben). Obzidje so podrli leta 1844 in delno napolnili jarek, samostan je s tem izgubil svojo  trdnjavsko naravo.
Električno energijo je dobil leta 1920. Zaradi finančnih težav v svetovni gospodarski krizi so leta 1924 prodali številne umetniške zaklade.

### Ukinitev v obdobju nacizma
Vorau v obdobju po anšlusu leta 1938 ni doživel posebnih sprememb, jeseni leta 1938 pa so ga nacisti povsem spremenili. Po zasegu 19. aprila 1940 se je preimenoval v grad Vorau.  Menihi so morali samostan zapustiti, saj ga je upravljala nacistična oblast. Poleg treh korarjev, ki so smeli ostati, so bili vsi drugi razseljeni naokoli oziroma so si sami našli nova domovanja. 4. oktobra 1940 je bil samostan v celoti zaplenjen v korist nemškega rajha. Od njegovega nastanka leta 1163 je bil prvič ukinjen. 

### Politična šola
Razlog za ukinitev samostana je bila vzpostavitev izobraževalne ustanove Nationalpolitische Erziehungsanstalt (NAPOLA) v Vorauu.  Že 7. maja 1940 so pripeljali mladi fante na izobraževanje v smislu nacionalsocializma. Od 30. junija do 9. julija 1940 so bili v Vorauu in okolici letni shodi različnih izobraževalnih ustanov (Ostmark). 
Začasni vodja NAPOLA v Vorauu je bil mož iz Mecklenburga, ki je uresničeval načrt za preoblikovanje umetniško bogato opremljene samostanske cerkve v šolsko in športno dvorano.  Da se ta ideja ni nikoli uresničila, je prednost, pravi Walter Semetkowskis, tedanji konservator države. 

### Požar leta 1945
24. aprila je dele samostana in naselja Vorau bombardirala sovjetska vojska.  Pomanjkanje vode in gasilnih naprav ni moglo preprečiti hitrega širjenja ognja, ki je trajal štiri dni.  Predvsem gospodarska poslopja in nekaj stolpov je bilo hudo poškodovanih. Že v nacizmu so iz knjižnice odnesli mnoge inkunabule, listine in knjige. Dragocene umetnine so bile shranjene v različnih stavbah v Gradcu. Vračanje po vojni je bilo zamudno in težavno. Nekateri predmeti iz samostana so se čez desetletja znašli v drugih muzejih, nekateri niso bili najdeni do danes. 

### Novejša zgodovina
27. maja 1945 so korarji kongregacije avstrijskih avguštincev prišli nazaj v uničen samostan in ga začeli obnavljati. Delo je bilo končano šele v poznih šestdesetih. Od leta 1981 do leta 1987 so bile obnovljene vse samostanske zgradbe, leta 1995 do leta 1997 je bil zgrajen podaljšek upravne stavbe.
Vorau ima približno 3400 hektarjev zemljišč, od tega 2900 hektarjev gozda. S tem ustvari večino svojih prihodkov. Svoje gospodarske naloge uresničuje v glavnem brez javnega financiranja.

## Zanimivosti
Samostan Vorau ima veličastno notranjost predvsem iz obdobja baroka.

### Samostanska cerkev
Samostanska cerkev je bila zgrajena med letoma 1660 in 1662 po načrtih Domenica Sciassie. Od leta 1700 je bila pod vodstvom cesarskega inženirja Matthiasa Steinla predelana v slogu dunajskega baroka. Steinl je zasnoval prižnico, ki prikazuje delovanje Jezusa iz Nazareta, in glavni oltar z Marijinim vnebovzetjem. Od leta 1783 je župnijska cerkev župnije Vorau.

### Knjižnica
Še posebej pomembna je samostanska knjižnica. Leta 1731 je bila zgrajena glavna dvorana knjižnice s približno 17.500 zvezki. Ima več kot 40.000 enot skupaj s 415 rokopisi in 206 inkunabulami. Med pomembnimi rokopisi so Voravski evangelij iz 12. stoletja, iz leta 1467 Voravska ljudska biblija z več kot 550 miniaturami in Voravski rokopis, najobsežnejša in najpomembnejša stara rokopisna zbirka z zgodnjesrednjeveškimi visokonemškimi pesmimi, od katerih mnoge niso ohranjene nikjer drugje. Vsebuje tudi Kaiserchronik – poetično zgodbo cesarja Julija Cezarja do druge križarske vojne.

### Zakristija
Zakristija je umetniški biser samostana s poslikavami slikarja Johanna Cyriaca Hackhoferja, ki je prava mojstrovina, narejena v letih 1715 in 1716. Na treh stenah je v preprostem iluzionističnem slogu prikazan rožni venec. Na četrti steni je pekel, obdan s plameni, vražjimi figurami in drugimi peklenskimi pošastmi, ki personificirajo človekove razvade, kot so pohlep, nečistovanje, aroganca, pijanost, obrekovanje itd. V sredini vzhodnega, močno izpostavljenega stropnega dela je Kristus na prestolu z mavrico. Okoli njega so svetniki iz Stare in Nove zaveze ter angeli.

## Izobraževanje
Od leta 1977 je v samostanu izobraževalni center. Med drugim so v njem verske prireditve in seminarji, ki trajajo več dni, v najem dajejo konferenčne sobe, ki lahko sprejmejo do 200 ljudi. Center za izobraževanje vodi prošt Gerhard Rechberger.